# Tim Stevens (Bischof)

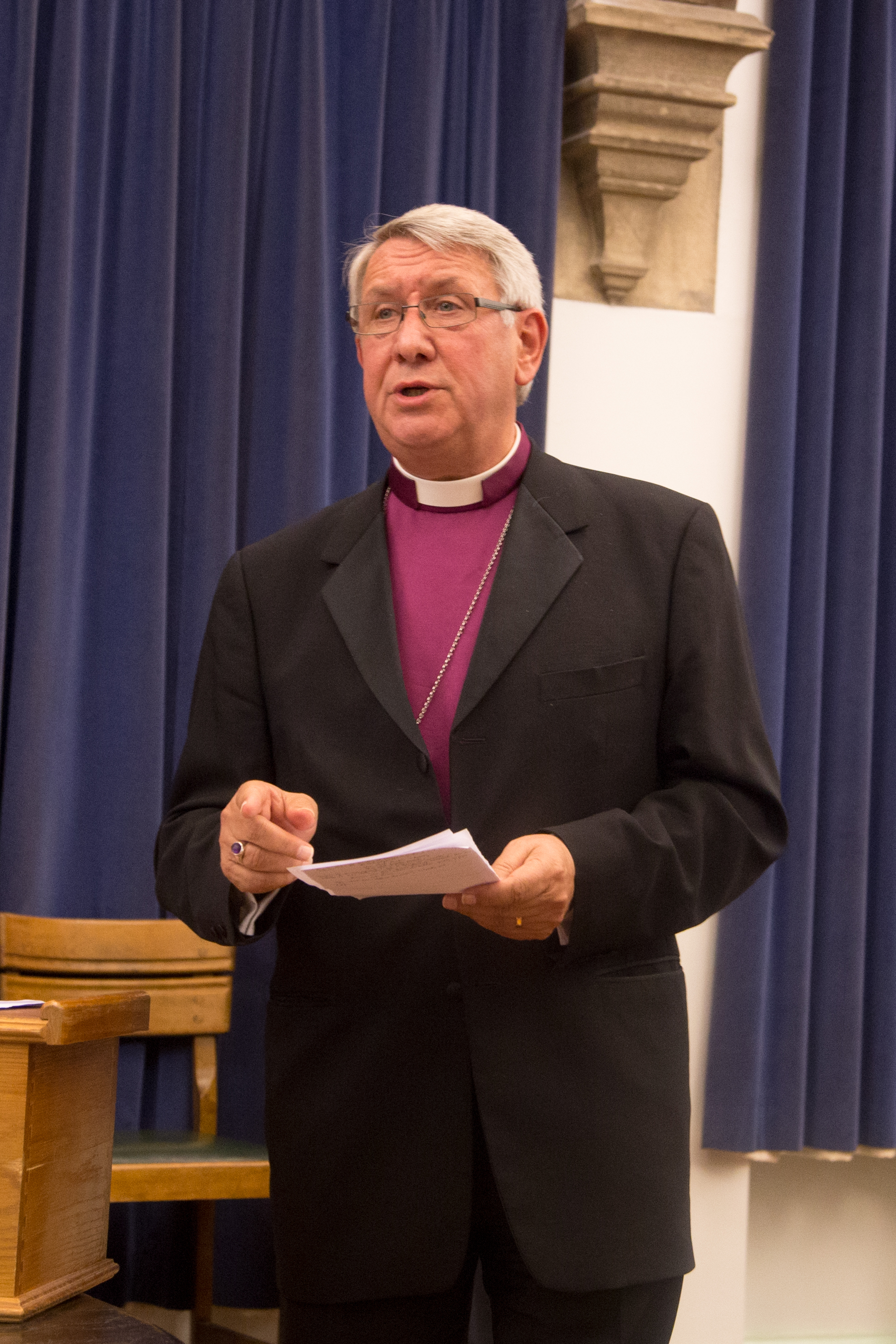
Tim Stevens (2015)

Timothy John „Tim“ Stevens CBE (* 31. Dezember 1946 in Dagenham, Essex) ist ein britischer anglikanischer Geistlicher. Von 1999 bis 2015 amtierte er als Bischof der Diözese Leicester in der Church of England.

## Leben und Karriere
Stevens wurde als Sohn von Ralph Stevens und Ursula Plowman in einer englischen Landgemeinde geboren. Er besuchte die Chigwell School in Chigwell, Greater London. Nach Abschluss seiner Schulzeit verbrachte er im Rahmen des Voluntary Service Overseas ein Jahr als Entwicklungshelfer in Sambia.
Stevens studierte am Selwyn College an der University of Cambridge. Dort machte er 1968 den Bachelor of Arts und 1972 den Master of Arts in den Fächern Klassische Philologie und Englisch. Außerdem studierte er am Ripon Hall College in Cuddesdon, wo er ein Diplom in Theologie erwarb.
Von 1968 bis 1973 war er fünf Jahre als Management Trainee bei der British Overseas Airways Corporation tätig. Daraufhin folgten von 1972 bis 1973 zwei Jahre als Zweiter Sekretär (Second Secretary) in der Abteilung Südasien im Foreign and Commonwealth Office.
Ab 1975 besuchte er zur Vorbereitung auf das Priesteramt das Ripon Hall College. Er wurde 1976 zum Diakon geweiht und 1977 zum Priester. Von 1976 bis 1980 war er als Hilfsvikar an der St. Alban Church in East Ham, im Stadtteil Upton Park in London. Von 1980 bis 1988 war er Team Rector in Canvey Island. Von 1987 bis 1991 war er zuständig für die städtischen Bezirke und Fragen (Urban Officer) im Büro des Bischofs der Diözese Chelmsford.
Von 1991 bis 1995 war er Archidiakon (Vorsteher des Kirchensprengels) von West Ham. 1995 wurde er Suffraganbischof von Dunwich. Er blieb in diesem Amt, bis er 1999 Bischof von Leicester wurde.
Stevens war Vorsitzender des Verwaltungsrats des Westcott House Theological College in Cambridge und außerdem Mitglied des Direktoriums der Montfort University. Er war Vorsitzender des Stiftungsrates von The Children’s Society.
Während seiner Zeit in Chelmsford war Stevens an der Entwicklung von städtischen, von den örtlichen Kirchengemeinden finanzierten Hilfsprojekten beteiligt. Zu seinen Aufgaben gehörten der Umbau und die Modernisierung der Kirchengebäude, um sie für die modernen Bedürfnisse kirchlicher Mission herzurichten. Als Suffraganbischof arbeitete er eng mit den örtlichen Verwaltungsbehörden und mit ehrenamtlichen Hilfsorganisationen zusammen und bereitete Entscheidungen der Regionalregierung mit vor.
Er ist seit 1973 mit Wendi Kathleen Price verheiratet. Sie haben eine Tochter und einen Sohn.
Im November 2014 wurde bekanntgegeben, dass er sein Amt zum 11. Juli 2015 niederlegen werde. Stevens trat zum 31. August 2015 in den Ruhestand. Sein Nachfolger wurde im Dezember 2015 Martyn Snow.

## Mitgliedschaft im House of Lords
Von 2003 bis 2015 gehörte Stevens als Geistlicher Lord dem House of Lords an. Seine Antrittsrede hielt er am 9. Februar 2004.
Im November 2009 wurde er Vorsitzender (Convenor) der Geistlichen Lords.
Zu seinen politischen Interessengebieten zählte Stevens Kinder und Familie, Hinduismus und interreligiöse Angelegenheiten, Seelsorge und Beratung, sowie die Stadtentwicklung.

## Wirken in der Öffentlichkeit
Stevens zeigte besonderes Interesse an interreligiösen Beziehungen. Die Stadt Leicester hat die größte Hindu-Minderheit im Vereinigten Königreich und auch größere muslimische, Sikh- und andere Glaubensgemeinschaften. Sowohl auf der Ebene der Diözese als auch auf nationaler Ebene führte Stevens regelmäßig Gespräche mit Vertretern anderen Religionen, insbesondere auf dem Gebiet der Stadterneuerung.
Im Juni 2003 war Stevens einer der Bischöfe der Church of England, die die Nominierung von Jeffrey John, einem offen homosexuellen Priester, der in einer festen Beziehung lebte, zum Weihbischof von Reading durch den Erzbischof von Canterbury, Rowan Williams, ausdrücklich unterstützten und ihre Solidarität mit der Entscheidung von Williams bekundeten.
Im Juli 2006 gehörte Stevens zu einer Gruppe von Bischöfen, die Tony Blair vor dem Besitz von Nuklearwaffen warnten. Diese wären bösartig und zutiefst gegen Gott.
Stevens gehörte am 7. Oktober 2008 zu den Unterzeichnern einer Erklärung, die zum Schutz von Kindern vor seelischer und körperlicher Gewalt aufruft.
Stevens hatte vor der Europawahl 2009 Plakate der British National Party kritisiert, die mit der Parole: What would Jesus do? Vote BNP! warben und auf Jesus Christus Bezug nahmen. Stevens erklärte, das Evangelium stünde allen Menschen offen, unabhängig von ihrer sozialen Herkunft, ihrer Hautfarbe oder ihrer Religion. Die BNP dagegen vertrete in ihrem Wahlprogramm Auffassungen, die der Lehre der Kirche widersprächen. Aus diesem Grunde sei es für ihn nicht hinnehmbar, dass die British National Party im Wahlkampf als christliche Partei auftrete.
Stevens äußerte die Auffassung, dass ein Mitglied der BNP in seinen Augen keine Leitungsfunktion in der Kirche übernehmen könne.
Im November 2009 reagierte er auf Äußerungen von Roger Helmer, der sich kritisch über die Unterstützung des Klimaschutzes durch Bischöfe der anglikanischen Kirche geäußert hatte. Stevens sagte, dass Helmer diese Position zuvor nicht öffentlich gemacht hatte. Helmer hatte der Church of England vorgeworfen, sie solle zu ihrem eigentlichen Auftrag, der Verkündigung des Evangeliums, zurückkehren und nicht stattdessen eine neue Religion des Umweltschutzes predigen. Stevens warf Helmer im Gegenzug vor, er hätte die Möglichkeit gehabt, seine Kritik an der Kirche bei der Klima-Debatte in der Kathedrale von Leicester öffentlich zu machen.
Am 11. November 2009 hielt er im Rahmen der Feierlichkeiten zum Remembrance Day, an denen über 3000 Menschen teilnahmen, einen Gedenkgottesdienst in der Kathedrale von Leicester.
Am 26. März 2015 hielt er beim Gottesdienst zur Wiederbeisetzung des englischen Königs Richard III. in der Kathedrale von Leicester die Predigt.